# Paolo Marcello Brignoli
Pour les articles homonymes, voir Brignoli.
Paolo Marcello Brignoli est un arachnologiste italien, né le 25 avril 1942 à Rome et mort le 8 juillet 1986 à L'Aquila.

## Biographie
Il fait ses études à l’université de Rome où il obtient en 1965 son doctorat avec une thèse consacrée aux araignées myrmécomorphes. L’année suivante, dans cette même université, il obtient un poste de professeur assistante puis, en 1974, une chaire à part entière. Il est, un peu plus tard, nommé directeur de l’Institut de zoologie de l’Université de L'Aquila avant d’y diriger le département de biologie et de devenir, en 1980, le doyen de l’école de mathématiques, de physiques et d’histoire naturelle.
Brignoli se consacre à l’étude des arachnides et plus particulièrement des araignées. Il crée 23 nouveaux genres et 367 nouvelles espèces. Il fait paraître de nombreux articles de faunistique. En 1983, il publie un supplément au Katalog der Araneae de Carl Friedrich Roewer (1881-1963) où il liste 7 000 espèces d’araignées découvertes depuis 1940.

## Source
Giuseppe Osella (1987), Professor Dr Paolo Marcello Brignoli (1942-1986), Bulletin of the British Arachnological Society. 7 (6) : 186.  (ISSN 0524-4994)